# Мухамед Абдагић
Мухамед Абдагић (Сјеница, 1916 – Нови Пазар, август 1991) био је српски и бошњачки књижевник и револуционар. Писао је песме, приповетке, драме, есеје, путописе, мемоаре, басне, историјске и савремене романе, а сакупљао је и народне изреке из Санџака и Босне. Био је учесник Народноослободилачког рата и залагао се за културно и национално буђење Бошњака у Санџаку.

## Биографија
Мухамед Абдагић рођен је 1916. у Сјеници. Једно је од шесторо деце сјеничког имама Абдулаха Абдагића и Нурије Абдагић, рођене Хасанагић.
После завршене основне школе уписао је Велику медресу „краља Александра I” у Скопљу, заједно са Ћамилом Сијарићем и Рашидом Дедовићем. Велика медреса била је специфична школа која се по много чему разликовала од свих других средњих школа у Краљевини Југославији, како по свом програму тако и првенствено по својем друштвено-политичком утицају који је одиграла на широким просторима на југу земље. Настава у овој медреси је била комбинација класичне гимназије и духовне академије. Мухамед и његови школски другови рано су дошли у додир са модерном и посебном социјалном литературом. Још од 1932. организовали су марксистичке кружоке. У овој медреси, познатој као Црвена медреса, стасавала је генерација истакнутих и трезвених бошњачких интелектуалаца у којој су провијавале комунистичке идеје, али и идеје санџачко-бошњачког културног и националног уздигнућа у будућој заједничкој домовини. Због таквих револуционарних схватања Абдагић, Сијарић и Дедовић су 1934. искључени из медресе, па је Абдагић средњу школу завршио у Врању. У то време велики утицај на њега имао имао је његов школски друг и земљак Рифат Бурџовић.

### Студије
По завршетку средње школе Мухамед Абдагић 1936. уписује Правни факултет у Београду. Како је још као средњошколац био активан, исте године примљен је у Комунистичку партију (КПЈ). На Универзитету је био политички веома активан, па је 1939. ушао у најуже руководсво Универзитетског комитета КПЈ у Београду. Као млади интелектуалац и бескомпромисни заговорник идеје југословенства и комунизма, Абдагић је писао за лист Студент у коме су објављивали текстове многи напредни студенти Београдског универзитета. Такође је, све до почетка Другог светског рата веома активно је радио у родној Сјеници и Санџаку, по политичкој, културној и партиској линији. У септембру 1940. био је један од покретача листа Глас Санџака, лист санџачких студената. Ово слободоумно гласило излазило је у Новом Пазару, мада је припремано у Одбору за културу Београдског универзитета у коме је Абдагић активно учествовао као секретар, преузевши организацију бројних културно-уметничких манифестација на подручју Санџака, Косова и Македоније. Колико је био уважаван у студентском покрету говори чињеница да му је припала част да организује Први међународни конгрес студентских удружења на коме је имао запажено излагање, а тај догађај је био са великом пажњом пропраћен у културној јавности предратне Југославије.

### Други светски рат
Пред почетак рата формирао је прву организацију КПЈ у Сјеници. Године 1941. прелази у Сарајево, а затим по избијању рата 1941. године добија партијски задатак да у Мостару, заједно са Светозаром Вукмановићем, Авдом Хумом и Лепом Перовић ради на припремама  подизања устанка у Херцеговини. Следеће године пребацио се на слободну територију Бијелог Поља. Како су на окупираној територији Санџака биле уништене партиске организације и ослободилачки покрет замро, маја 1942. одлази на окупирану територију ради формирања партиске организације. Међутим  сутрадан по доласку је ухапшен и у затвору остаје до краја 1942. године када је, на интервенцији седам тада најугледнијих грађана, пуштен на слободу, у неку врсту кућног притвора, па је вријеме проводио у кући, бавећи се сликарством и књижевношћу. Када су Немци  јуна 1943. заузели Бијело Поље ухапшен је и спроведен у Косовску Митровицу, где је била централа Гестапоа, одакле је поново ослобођен захваљујући интервенцији пријатеља и рођака блиских окупационим властима. Како је био на некој врсти слободе, одмах је покушао да се повеже са члановима Партије у Пећи, због чега је поново ухапшен и пуштен из затвора после два месеца. Крајем 1943. враћа се у Сјеницу, где покушава да окупи омладину око спремања једног позоришног комада, али му је и тај рад забрањен. Дознавши од доушника у полицији да је први на списку у случају стрељања, почетком 1944. бежи назад у Косовску Митровицу, где формира партијску организацију и ту остаје до краја те године.

### Послератни период
Абдагићево деловање У Косовској Митровици подразумевало је слање оружја, илегалаца, као и ослобођених руских заробљеника на Копаоник у партизане, али и преговоре са ондашњим начелником округа митровачког ради спашавања рудника Трепча од потапања, спречавања рушења моста на Ибру и повлачења војних снага балиста са сектора према Подујеву. Због тога је, после ослобођења, оптужен за сарадњу са Гестапоом (упркос томе што је готово цела његова породица учествовала у народноослободилачкој борби) и 1948. више од годину дана провео у затвору на Ади Циганлији, после чега су оптужбе против њега одбачене.
У међувремену Мухамед Абдагић је завршио Правни факултет (његове студије прекинуо је рат), на ком је дипломирао 1959. године. До 1951. радио је у Сјеници и Новом Пазару као имовинско-правни референт, а затим, пошто је дипломирао, као правник  у Новом Пазару до 1965, када се преселио у Сарајево. У Сарајеву се запослио као правник, али је 1967. дао отказ и посветио се књижевном раду. Од 1968 бавио се искључиво књижевношћу. Био је члан Удружења књижевника Босне и Херцеговине.
Године 1991. Мухамед Абдагић је из Сарајева дошао у Нови Пазар да посети сестру и изненада преминуо, а да није доживео потпуну политичку рехабилитацију. Сахрањен је 9. августа на новопазарском гробљу Газилар.

## Културно-просветни рад
На студијама пре рата Абдагић је био члан Универзитетског комитета КПЈ и секретар Културног одбора студената Београдског универзитета, у ком је пет година радио са Јурицом Рибаром, Авдом Хумом, Олгом Нинчић, Вукосавом Гавриловић и Иваном Тупањин (све три девојке биле су ћерке ондашњих министара). То је био одбор састављен од делегата из културних, спортских и других стручних студентских удружења. Издавали су књижевни часопис Млада култура. Делатност Културног одбора била је широка, а посебно место је заузимало организовање предавања и приредби за студенте, али и за грађане на Коларчевом народном универзитету, као и преношење овог и оваквог рад у крајеве из којих су студенти потицали. Мухамед Абдагић је забележио да је овај Одбор успевао да ангажује и бројне јавне културне раднике Београда и да су одржавали сталну сарадњу са ректором Драгославом Јовановићем и више професора Београдског универзитета. Као секретару Културног одбора Абдагићу је припала улога сарадње и координисања рада са завичајем студентским удружењима која су онда била доста бројна: „Петар Кочић” из Босне, „Неретва” из Херцеговине, „Вардар” из Македоније, „Стјепан Митров Љубиша” и „Његош” из Црне Горе, Удружење Косовара, Мађарско културно друштво „Бољаји Фаркеш”, „Златар” из Санџака, „Узајамност” из Чачка, Клуб академичара из Бањалуке, завичајна друштва из Ниша и Пожаревца. Путем Културног одбора  координисана је и активност и других судентских удружења, попут друштва за борбу против туберколозе, студентске „самопомоћи”, Студентског летовалишног савеза, Академског апстинетског друштва „Истина” и других.
Абдагић је, уз Рифата Бурџовића и других студената из Санџака био један од оних који су значајно допринели да студенти из Санджака на Београдском универзитету, завичајног Санџака, у предвечерју и почетком Другог свјетског рата, заузму неколико значајних ставова и покрену неке акције које су одиграле историјску улогу на афирмацији Муслимана у Санџаку, којима су се студенти Санџака први јавно обратили и позвали да се заједно са Србима и Црногорцима придруже припремама за обнову земље и против тамошњих ненародних режима у ондашњој Краљевини Југославији. Једна од таквих активности било је и формирање Завичајног удружења Санџаклија „Златар”. Постојала су на Универзитету српска и црногорска удружења, међутим Студенти из Санджака, без обзира на националност (српску, црногорску или муслиманску), нису приступали ни једним од тих удружења, већ су се определили за своје Санџачко удружење, дајући тиме до знања да они у својим опредељењима виде Санџак као аутономну јединицу. Обраћајући се својим Прогласом (отвореним писмом) народни студенти, завичајно из Санџака, супротно пракси у Црној Гори и Србији, први пут су се посебно јавно обратили и Муслиманима Санџака, признајући тиме и њихов субјективитет. Ово је обраћање историског значаја и оно је једно од темељних докумената на којима се касније развијала аутономија Санџака и признавање Муслимана као посебног националног субјективитета. Мухамед Абдагић, не само да је био један од потписника овог обраћања, већ је био и један од организатора на његово припремање и слање у Санџак. Током рата Абдагић се такође ангажовао на културном уздизању омладине. По доласку у Сјеницу, крајем 1943. окупљао је младе око спремања једног позоришног комада. Тадашње окупационе власти посумњале су да је реч о привлачењу младих покрету отпора, па је већ после неколико проба ова активност морала бити прекинута.

### Борба за правду
Као интелектуалац Абдагић је имао снажан осећај правичности и јавно се побунио против забране издавања Сабраних дела Слободана Јовановића, његовог некадашњег професора на Правном факултет. Пројекат овог издања покренуо је Београдски комитет СК на чијем је челу био Слободан Милошевић. Абдагић је тада био оптуживан у јавности због његовог, како су говорили,„ сврставања на страну једног српског националисте”. Оптужбе су стизале из Београда, Загреба и Сарајева. Најоштрије реакције и оптужбе биле су оне из Сарајева, где му је озбиљно замерено због његовог мешања у српске проблеме и што се он као Муслиман ставља у одбрану српског националисте.

## Књижевни рад
Као признати писац Мухамед Абдагић је успео да се пробије у каснијим годинама. Интересовање књижевне критике побудио је тек у 59. години живота и од тада је присутан као успешан књижевни стваралац. Писао је песме, приповетке, драме, есеје, путописе, мемоаре, басне, историјске и савремене романе, а сакупљао је и народне изреке из Санџака и Босне. Нека своја дела објављивао је и под псеудонимом М. А. Аљиновић. Због оптужби за сарадњу са окупатором издавачке куће нису објављивале његова дела, па је првих шест својих књига штампао о властитом трошку, вршећи сам лектуре и коректуре, као и дистрибуцију. Зато су те књиге прошле потпуно незапажено, ван видног поља стручне критике. Због тога је Абдагић доста дуго остао мало познат широј књижевној јавности, јер се све доскора на књиге у „сопственом издању” унапред гледало са неодговарајућом пажњом. Први његови радови били су посвећени улози великих жена у историји ислама, који су објављени на српскохрватском језику у индијском часопису Исламска свест 1935. године. Прву збирку песама објавио је тек 1965. године.
Прва значајнија дела објавио је 1970. и 1971. године. Били су то романи Феникс I и Феникс II, са преко 1200 страница, које је посветио браћи погинулој у народноослободилачкој борби. Ово историско и филозофско дело обрађује три историјска периода: последње године османске владавине, период између 1918. и 1941. и народноослободилачки рат. Два романа, Земља (1975) и Дуге студене зиме (1981) била су предмет посебне пажње књижевне критике и скренула су пажњу на његова претходна дела.
Као писац драма Абдагић је остао мало познат све до своје смрти. Његова драма Рамиза пронађена је 90-их година на тавану Општинског комитета СК Србије у Сјеници. Сјеничко културно-уметничко друштво ју је спремило за позоришно извођење и та представа је доживела велики успех. Приказана је тада у свим местима у Санџаку, а у Сјеници се приказује и даље. Сјеничка библиотека, која носи име Мухамеда Абдагића, објавила је 1999. године ову драму, а данас се ово издање може прочитати и онлајн.
Абдагић је писао и своје историско виђење о положаја и развоју Санџака, Муслиманима у Босни и Херцеговини, о босанском језику, о Бошњацима или Босанцима. Веома опширно је написао своје мемоаре, а међу њима и посебна едиција под насловом Моји узори – сећања о једном броју својих сабораца са Београдског универзитета, међу којима су сећања на Рифата Бурџовића Тршу, Иву Лолу Рибара, Јурицу Рибара, Махмута Бушатлију Буша, Слободана Принципа Сељу, Јована Поповића и друге. Абдагић је о њима писао онако како их је доживљавао у непосредном раду, интимно, људски и веома хумано.

### Необјављени романи
Међу романима који су остали необјављени треба споменути:
- Романе посвећене тематици Народноослободилачког рата (Против судбине, Цвијеће рата, Море без обале),
- Романе из савременог живота (Онај други, Инфаркт, Забрањени региони, Пасивно рошење, Бјекство у свемир, Мађије, Живот је чекрк, Нови хоризонти)
- Историјски роман Дуварине из последњих година османске владавине
- Романе из савремене друштвене стварности (На врелима слободе, из времена после уједињења 1918. и Олупине комунизма из времена после Другог светског рата)
- Филозофски роман Црна јама

## Признања и почасти
Роман Земља је 1975. године био у најужем избору за престижну НИН-ову награду.
Роман Дуге студене зиме преведен је на руски језик. Објављен је у Совјетском Савезу у оквиру едиције Савремена Југословенска повијест осамдесетих година и добио награду ове издавачке куће.
Значајно признање за своју поезију Абдагић је добио тиме што је ушао у Антологију послератне муслиманске поезије коју је приредио Енес Дураковић.
Доајен југословенске савремене књижевности Мирослав Крлежа, обраћајући се Мухамеду Абдагићу, у свом писму од 28. јуна 1974. године пише: „Ви сте уложили свакако огроман напор у ваше дјело, јер из искуства знам да написати неколико стотина страница једне књиге није мањи од од градње једне куће”.
Од 90-их година прошлог века библиотека у Сјеници носи име овог свог великог суграђанина Градска библиотека „Мухамед Абдагић”.
Градска библиотека у Сјеници од 1998. године организује манифестацију Књижевни сусрети „Мухамед Абдагић”.